# NGC 359
NGC 359 је елиптична галаксија у сазвежђу Кит која се налази на NGC листи објеката дубоког неба.
Деклинација објекта је - 0° 45' 52" а ректасцензија 1h 4m 16,9s. Привидна величина (магнитуда) објекта NGC 359 износи 13,4 а фотографска магнитуда 14,4. NGC 359 је још познат и под ознакама UGC 662, MCG 0-3-66, CGCG 384-66, PGC 3817.